# Directori d'Ucraïna

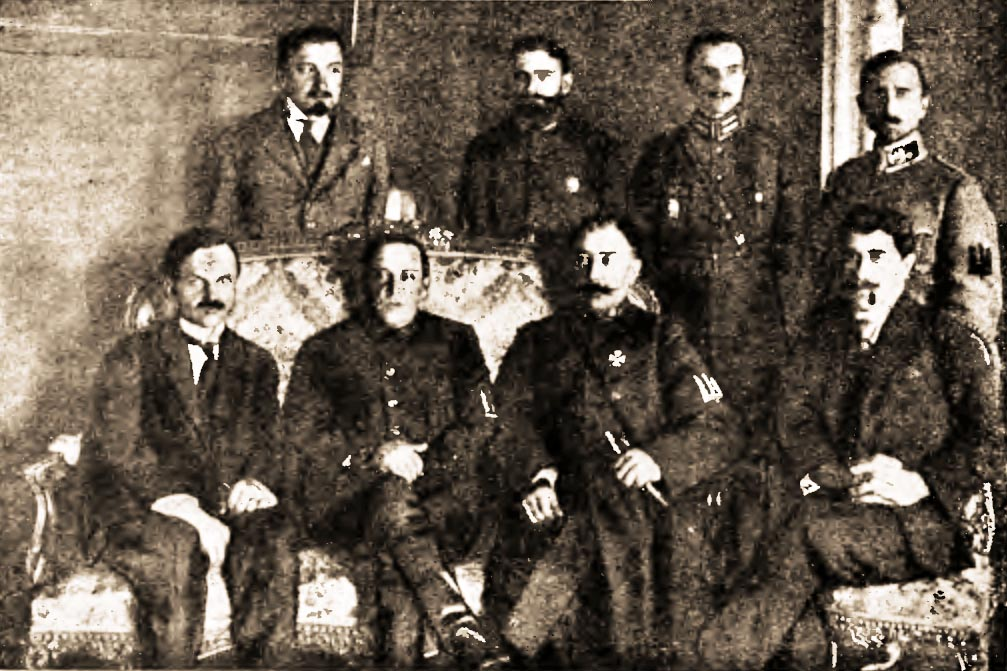
El govern del Directori de la República Popular d'Ucraïna el 1920, en el centre de la foto Símon Petliura

El Directori (ucraïnès: Директорія, Dyrektoria), és el segon període, després del de la Rada Central de la República Popular d'Ucraïna. Es formà el 1918 en resposta a l'aixecament popular contra l'Hetmanat de Pavló Skoropadskyi.

## Història
El Directori veié la llum el 14 de novembre de 1918 i tingué com a primer president Volodímir Vinnitxenko. Aquest últim era el representant del Partit Obrer Socialdemòcrata Ucraïnès. El seu gabinet estigué format, principalment, per Símon Petliura, igualment membre del Partit Obrer Socialdemòcrata Ucraïnès i delegat de la Unitat dels Fusellers de la Sitx, Fedir Xvets, en tant que representant de l'associació dels pagesos, Opanas Andrievski, del Partit ucraïnès dels socialistes independentistes (UPSS) i Andry Makarenko, delegat dels obrers dels ferrocarrils.
El Directori va formar en principi un govern temporal, anomenat el Consell executiu per als assumptes d'Estat abans que aquest fos reemplaçat el 26 de desembre de 1918 pel Consell dels ministres de la República nacional ucraïnesa. El seu president va ser Volodímir Txekhivski. Aquest nou govern derogà nombroses lleis del govern de Pavló Skoropadski i va restituir la legislació de la Rada Central. Les més importants d'aquestes lleis foren la redistribució de les terres, l'ucraïnès com a llengua oficial, l'establiment d'una església ortodoxa autocèfala i la creació d'un òrgan encarregat dels poders legislatius. Per raó de l'estat de guerra, aquesta òrgan va donar el dret al Directori d'actuar com a "poder suprem i estatuir les lleis que siguin necessàries per a la defensa de la República" i va atribuir el poder executiu als ministres de la República Popular d'Ucraïna.
El 5 de febrer de 1919 el govern va canviar de residència, passant de Kíev a Vínnytsia. De cara a la situació caòtica del país, Volodímir Vinnitxenko va dimitir del govern i Símon Petliura es va convertir en president l'11 de febrer de 1919. En resposta a una reunió del Directori i del Consell dels ministres el 15 de novembre de 1919 a Kàmianets-Podilski, es va decidir que Andry Makarenko i Fedir Xvets serien els encarregats dels assumptes públics. En les seves absències, l'autoritat suprema en els assumptes de la República tornaria a l'ataman Símon Petliura, el qual, en nom del Directori, confirmaria totes les lleis i els decrets adoptats pel Consell de ministres.
Després de l'assassinat de Símon Petliura el 25 de maig de 1926 a París, el poder suprem de la República Popular d'Ucraïna va passar a Andrí Livitski.